# Liste der Kulturdenkmale in Ansó
In der Liste der Kulturdenkmale in Ansó sind die Kulturdenkmale (Bien de Interés Cultural) der spanischen Gemeinde Ansó aufgeführt.

## Liste
| Bild                                                        | Bezeichnung                                                 | Lage  | Beschreibung | Bauzeit | Eingetragen seit | Denkmal- nummer |
| ----------------------------------------------------------- | ----------------------------------------------------------- | ----- | ------------ | ------- | ---------------- | --------------- |
| Historischer Ortskern (siehe: Conjunto histórico-artístico) | Historischer Ortskern (siehe: Conjunto histórico-artístico) | Karte |              |         | 7. März 2006     | RI-53-0000606   |